# Дэвис, Антонио
Антонио Ли Дэвис (англ. Antonio Lee Davis; род. 31 октября 1968, Окленд, Калифорния) — бывший американский профессиональный баскетболист, игравший на позициях тяжёлого форварда и центрового. Дэвис играл за Техасский университет и был задрафтован под 45 номером командой «Индиана Пэйсерс».

## Карьера

### Ранние годы
На университетском уровне играл за команду «Майнерс» (1986—1990), где был партнером по команде Тима Хардуэя.
В 1990 году во втором раунде драфта НБА под общим 45-м номером был выбран командой «Индиана Пэйсерс». Однако профессиональную карьеру начал в 1990 году выступления в составе греческого клуба «Панатинаикос», за которую играл в течение 2 сезонов. Впоследствии выступал за «Олимпия Милан».

### Индиана Пэйсерс
Карьеру в НБА начал в 1993 выступлениям за клуб, который его задрафтовал — «Индиана Пэйсерс». Защищал цвета команды из Индианы в течение следующих 6 сезонов. В первом сезоне помог команде дойти до финала Восточной конференции, где «Пэйсерс» проиграли «Нью-Йорк Никс» с Патриком Юингом во главе. В следующем сезоне, набирая 7.6 очка и 6.4 подбора за матч, помог команде пробиться в плей-офф. Там в первом раунде она обыграла «Атланту», во втором раунде — «Нью-Йорк», но в финале Восточной конференции проиграла «Орландо Мэджик» с Шакилом О’Нилом.
В сезоне 1997—1998 Дэвис сыграл во всех 82 матчах регулярного сезона, набирая 9.6 очка и 6.8 подбора за игру. Индиана, которую возглавил Ларри Бёрд легко прошла в плей-офф, где сначала обыграла «Кливленд» с Шоном Кемпом, а затем — «Нью-Йорк» с Патриком Юингом. В финале Восточной конференции встретилась с «Чикаго», где лидером был Майкл Джордан. В тяжелой серии из семи матчей победила команда из Чикаго.
В следующем сезоне Майкл Джордан завершил карьеру, поэтому «Индиана» считалась одним из претендентов на выигрыш титула чемпиона НБА. Команда выиграла 33 и проиграла 17 матчей в сезоне, в которых Дэвис набирал 9.4 очка и 7 подборов. В плей-офф «Пэйсерс» обыграли «Милуоки Бакс», «Филадельфия Севенти Сиксерс», а в финале конференции встретились с «Нью-Йорком», которому и проиграли.

### Торонто Рэпторс
С 1999 по 2003 года играл в составе «Торонто Рэпторс», куда был обменян на Джонатана Бендера. В Торонто начал играть в основном составе. В первом сезоне помог команде впервые в ее истории пробиться в плей-офф, где «Рэпторз» проиграли «Нью-Йорку». В сезоне 2000—2001 Дэвис набирал 13.7 очка и 10.1 подбора, что позволило ему быть приглашенным на матч всех звезд НБА. В плей-офф команда вновь встретилась с «Нью-Йорком», но на этот раз выиграла. Во втором раунде «Торонто» встретилась с «Филадельфией», в составе которой были Аллен Айверсон и Дикембе Мутомбо, где уступила в семи матчах.
В сезоне 2001—2002 набирал 14.5 очка, 9.6 подбора и 2 блок-шота за игру, чем снова помог команде пробиться в плей-офф. В первом раунде «Торонто» встретилось с «Детройт Пистонc» во главе со звездой Джерри Стейкхаузом и специалистом по подборам Беном Уоллес. В серии победу праздновал «Детройт», несмотря на хорошую игру Дэвиса, который в матчах с принципиальным соперником набирал 17 очков за игру.
В следующем сезоне набирал 13.9 очка и 8.2 подбора за матч, но «Рэпторз» не смог пробиться в плей-офф.

### Чикаго Буллз
2003 перешел в «Чикаго Буллз», в составе которой провел следующие 2 сезона своей карьеры. Как ветеран, дополнил молодую команду с такими игроками как Тайсон Чендлер, Эдди Карри и Кирк Хайнрик. В сезоне 2004—2005 набирал 7 очков и 5.9 подбора, чем помог команде выйти в плей-офф. Там она вылетела в первом раунде, уступив «Вашингтону», лидерами которого были Гилберт Аринас, Антуан Джеймисон и Ларри Хьюз.

### Нью-Йорк Никс
Следующей командой в карьере игрока была «Нью-Йорк Никс», куда он был обменян вместе с Карри на Майкла Свитни, Тима Томаса и Джермейна Джексона.

### Возвращение к «Торонто Рэпторс»
Последним клубом в карьере игрока стал «Торонто Рэпторс», в состав которого он вернулся в феврале 2006 года в обмен на Джейлена Роуза, драфт-пик первого раунда и финансовую компенсацию. Сыграл за команду из Торонто остаток сезона.

## Личная жизнь
Дэвис изучал компьютерные информационные системы в колледже. От жены Кендры у Дэвиса есть близнецы Антонио-младший и Кейла.

## Статистика

### Статистика в НБА
| Сезон                                                                                    | Команда  | Регулярный сезон | Регулярный сезон | Регулярный сезон | Регулярный сезон | Регулярный сезон | Регулярный сезон | Регулярный сезон | Регулярный сезон | Регулярный сезон | Регулярный сезон | Регулярный сезон | Серия плей-офф | Серия плей-офф | Серия плей-офф | Серия плей-офф | Серия плей-офф | Серия плей-офф | Серия плей-офф | Серия плей-офф | Серия плей-офф | Серия плей-офф | Серия плей-офф |
| Сезон                                                                                    | Команда  | GP               | GS               | MPG              | FG%              | 3P%              | FT%              | RPG              | APG              | SPG              | BPG              | PPG              | GP             | GS             | MPG            | FG%            | 3P%            | FT%            | RPG            | APG            | SPG            | BPG            | PPG            |
| ---------------------------------------------------------------------------------------- | -------- | ---------------- | ---------------- | ---------------- | ---------------- | ---------------- | ---------------- | ---------------- | ---------------- | ---------------- | ---------------- | ---------------- | -------------- | -------------- | -------------- | -------------- | -------------- | -------------- | -------------- | -------------- | -------------- | -------------- | -------------- |
| 1993/94                                                                                  | Индиана  | 81               | 4                | 21,4             | 50,8             | 0,0              | 64,2             | 6,2              | 0,7              | 0,6              | 1,0              | 7,7              | 16             | 0              | 25,1           | 53,9           | 100,0          | 55,9           | 6,6            | 0,4            | 0,7            | 1,1            | 8,4            |
| 1994/95                                                                                  | Индиана  | 44               | 1                | 23,4             | 44,5             | -                | 67,2             | 6,4              | 0,6              | 0,4              | 0,7              | 7,6              | 17             | 0              | 21,6           | 45,1           | -              | 62,7           | 5,7            | 0,4            | 0,5            | 0,6            | 5,9            |
| 1995/96                                                                                  | Индиана  | 82               | 14               | 25,5             | 49,0             | 50,0             | 71,3             | 6,1              | 0,5              | 0,4              | 0,8              | 8,8              | 5              | 0              | 25,4           | 52,0           | -              | 86,7           | 6,2            | 0,6            | 0,6            | 1,2            | 7,8            |
| 1996/97                                                                                  | Индиана  | 82               | 28               | 28,5             | 48,0             | 7,1              | 66,6             | 7,3              | 0,8              | 0,5              | 1,0              | 10,5             | Не участвовал  | Не участвовал  | Не участвовал  | Не участвовал  | Не участвовал  | Не участвовал  | Не участвовал  | Не участвовал  | Не участвовал  | Не участвовал  | Не участвовал  |
| 1997/98                                                                                  | Индиана  | 82               | 12               | 26,7             | 48,1             | 0,0              | 69,6             | 6,8              | 0,7              | 0,5              | 0,9              | 9,6              | 16             | 0              | 28,7           | 46,2           | -              | 67,0           | 6,8            | 0,9            | 0,8            | 1,1            | 9,2            |
| 1998/99                                                                                  | Индиана  | 49               | 1                | 25,9             | 47,1             | -                | 70,3             | 7,0              | 0,7              | 0,4              | 0,9              | 9,4              | 13             | 0              | 25,1           | 41,3           | -              | 66,1           | 7,1            | 0,6            | 0,4            | 1,1            | 7,9            |
| 1999/00                                                                                  | Торонто  | 79               | 78               | 31,4             | 44,0             | -                | 76,5             | 8,8              | 1,3              | 0,5              | 1,3              | 11,5             | 3              | 3              | 35,0           | 58,3           | -              | 78,6           | 8,3            | 1,0            | 0,3            | 1,3            | 13,0           |
| 2000/01                                                                                  | Торонто  | 78               | 77               | 35,0             | 43,3             | 0,0              | 75,4             | 10,1             | 1,4              | 0,3              | 1,9              | 13,7             | 12             | 12             | 40,4           | 50,0           | -              | 81,1           | 11,1           | 1,9            | 0,8            | 1,8            | 16,4           |
| 2001/02                                                                                  | Торонто  | 77               | 77               | 38,7             | 42,6             | 0,0              | 81,8             | 9,6              | 2,0              | 0,7              | 1,1              | 14,5             | 5              | 5              | 40,4           | 45,3           | -              | 60,7           | 10,6           | 1,4            | 0,4            | 1,0            | 17,0           |
| 2002/03                                                                                  | Торонто  | 53               | 52               | 35,7             | 40,7             | -                | 77,1             | 8,2              | 2,5              | 0,4              | 1,2              | 13,9             | Не участвовал  | Не участвовал  | Не участвовал  | Не участвовал  | Не участвовал  | Не участвовал  | Не участвовал  | Не участвовал  | Не участвовал  | Не участвовал  | Не участвовал  |
| 2003/04                                                                                  | Торонто  | 15               | 15               | 35,9             | 38,3             | -                | 75,5             | 9,5              | 0,9              | 0,5              | 0,5              | 8,6              | Не участвовал  | Не участвовал  | Не участвовал  | Не участвовал  | Не участвовал  | Не участвовал  | Не участвовал  | Не участвовал  | Не участвовал  | Не участвовал  | Не участвовал  |
| 2003/04                                                                                  | Чикаго   | 65               | 64               | 31,2             | 40,7             | -                | 76,8             | 8,1              | 1,9              | 0,4              | 0,9              | 8,9              | Не участвовал  | Не участвовал  | Не участвовал  | Не участвовал  | Не участвовал  | Не участвовал  | Не участвовал  | Не участвовал  | Не участвовал  | Не участвовал  | Не участвовал  |
| 2004/05                                                                                  | Чикаго   | 72               | 62               | 25,6             | 46,1             | -                | 75,7             | 5,9              | 1,1              | 0,4              | 0,6              | 7,0              | 6              | 6              | 29,0           | 43,5           | -              | 73,9           | 6,8            | 1,8            | 0,7            | 0,7            | 9,5            |
| 2005/06                                                                                  | Нью-Йорк | 36               | 31               | 20,8             | 42,8             | 0,0              | 73,8             | 4,8              | 0,4              | 0,6              | 0,3              | 5,0              | Не участвовал  | Не участвовал  | Не участвовал  | Не участвовал  | Не участвовал  | Не участвовал  | Не участвовал  | Не участвовал  | Не участвовал  | Не участвовал  | Не участвовал  |
| 2005/06                                                                                  | Торонто  | 8                | 8                | 23,9             | 45,2             | -                | 35,0             | 4,5              | 0,9              | 0,4              | 0,1              | 4,4              | Не участвовал  | Не участвовал  | Не участвовал  | Не участвовал  | Не участвовал  | Не участвовал  | Не участвовал  | Не участвовал  | Не участвовал  | Не участвовал  | Не участвовал  |
|                                                                                          | Всего    | 903              | 524              | 28,9             | 44,8             | 8,7              | 72,7             | 7,5              | 1,1              | 0,5              | 1,0              | 10,0             | 93             | 26             | 28,5           | 47,8           | 100,0          | 67,3           | 7,4            | 0,9            | 0,6            | 1,1            | 9,7            |
| Наведите курсор мыши на аббревиатуры в заголовке таблицы, чтобы прочесть их расшифровку. |          |                  |                  |                  |                  |                  |                  |                  |                  |                  |                  |                  |                |                |                |                |                |                |                |                |                |                |                |